# Adam Cieśliński
Adam Cieśliński (ur. 11 maja 1982 w Chełmnie) – polski piłkarz grający na pozycji napastnika.

## Życiorys
Karierę juniorską rozpoczął w FAM Chełmno, gdzie jego ojciec był trenerem zespołu trampkarzy, a następnie przeniósł się do Kasztelana Papowo Biskupie. W 2000 trafił do Legii Warszawa, gdzie przez następne sezony grał głównie w drużynie rezerw (w sezonie 2001/2002 zdobył ze stołecznym klubem Puchar Ligi). W sezonie 2002/2003 był wypożyczony do Stomilu Olsztyn, gdzie był najskuteczniejszym napastnikiem drużyny (9 bramek). W latach 2004–2006 grał w TKP Toruń, w barwach którego m.in. znalazł się na 4. miejscu w tabeli strzelców III ligi 2005/2006.
W 2006 trafił do ŁKS Łódź, gdzie z powodu kilku kontuzji rzadko występował w meczach Ekstraklasy. Łącznie na najwyższym poziomie rozgrywkowym wystąpił 10 razy, nie zdobywając bramki. W czasie pobytu w Łodzi doznał uszkodzenia szczęki w wyniku bójki w jednym z kasyn, po której został ponownie znalazł się – tym razem na wypożyczeniu – w TKP Toruń. W latach 2008–2010 występował w KSZO Ostrowiec Świętokrzyski, należąc do czołówki najskuteczniejszych strzelców I i II ligi.
Latem 2010 przeniósł się do Podbeskidzia Bielsko-Biała, w którym był najlepszym strzelcem sezonu 2010/2011 (12 bramek). Został uhonorowany tytułem Pierwszoligowca Roku 2010 i trafił do jedenastki rundy jesiennej sezonu 2010/2011 I ligi, tworzonej przez redakcję Przeglądu Sportowego. Dzięki awansowi Górali do Ekstraklasy ponownie miał możliwość występów na najwyższym poziomie ligowym. Cieśliński odszedł z Podbeskidzia po rundzie jesiennej sezonu 2011/2012. W styczniu 2012 został zawodnikiem Olimpii Grudziądz.

## Sukcesy
- Pierwszoligowiec roku w plebiscycie Piłki Nożnej w 2010.